# Baccharis trimera
La carqueja (Baccharis trimera (Less) DC; Asteraceae) es una especie de planta, ideal para canteros de jardines, pues crece formando matas espesas.

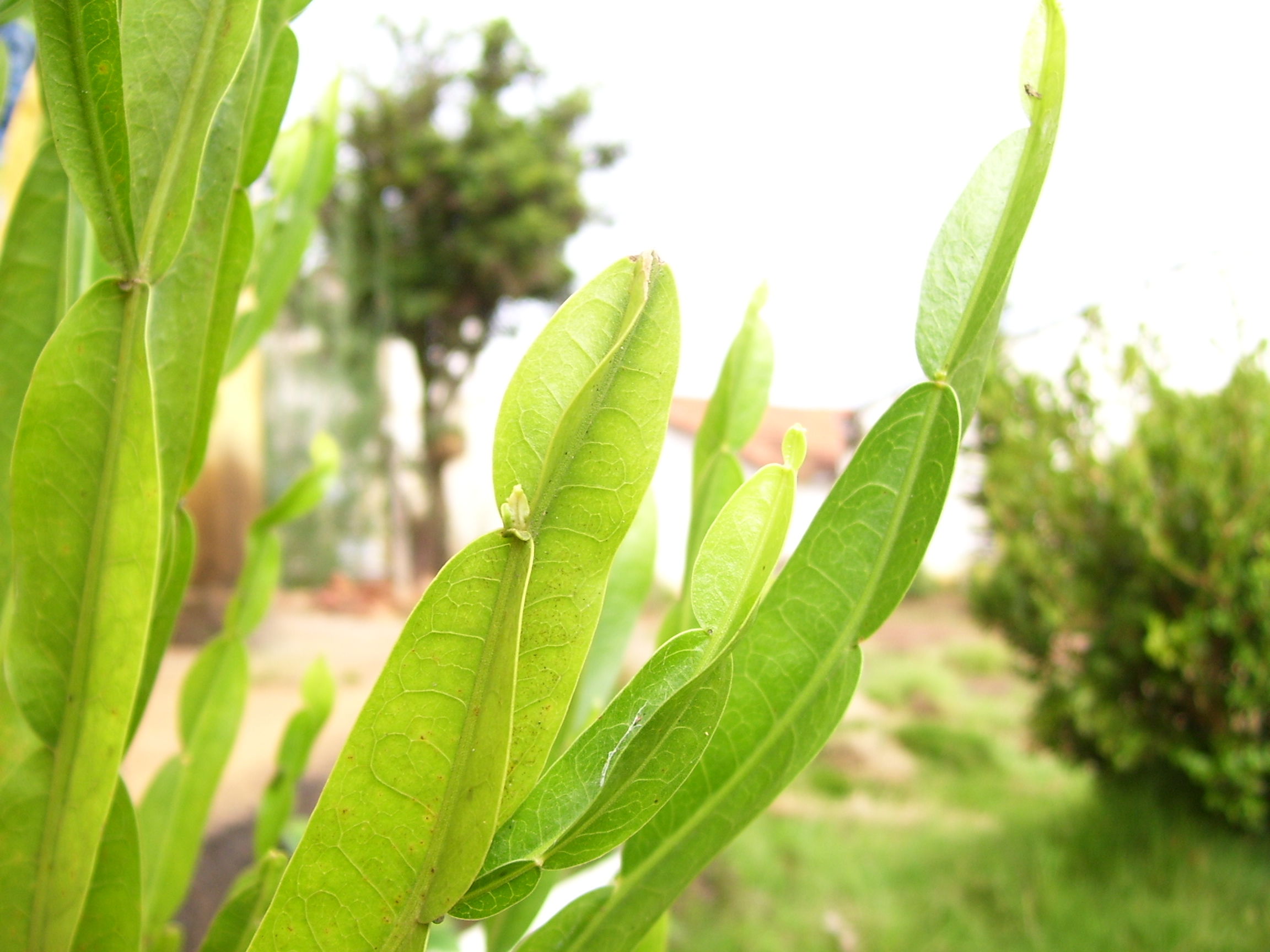
Vista de la planta

Por su gusto amargo, la medicina popular la recomienda para combatir problemas digestivos y hepáticos. Es una planta ampliamente distribuida en América del Sur, donde es utilizada tradicionalmente como planta medicinal.  Crece en gran parte de la selva amazónica y en las partes tropicales de Argentina, Paraguay y Uruguay.
Los pueblos indígenas de la selva han utilizado esta planta durante siglos para curar enfermedades del hígado, estómago, fortalecer la función intestinal y ayudar a eliminar las obstrucciones del hígado y la vesícula biliar fluidificando la bilis.
Algunos estudios indican que esta planta es capaz de crecer en suelos pobres en fósforo, nitrógeno y potasio; lo cual sumado a que su crecimiento no responde a la fertilización rica en minerales, indica que no es una planta con una alta demanda nutricional.
Por sus compuestos esta es usada como una planta de tipo colagoga. Sus hojas son utilizadas en infusiones calientes que se toman con el fin de ser un potente colagogo.

## Taxonomía
Baccharis trimera fue descrita por (Less.) DC. y publicado en Prodromus Systematis Naturalis Regni Vegetabilis 5: 425. 1836.
Etimología
Baccharis: nombre genérico que proviene del griego Bakkaris dado en honor de Baco, dios del vino, para una planta con una raíz fragante y reciclado por Linnaeus.
trimera: epíteto latino 
Sinonimia
- Baccharis genisteiloides var. trimera (Less.) Baker.
- Baccharis trimera Person, (=Molina trimera Less.)

## Importancia económica y cultural

### Constituyentes químicos
Según EPAGRI: alfa y beta-pineno, alcoholes sesquiterpénicos, ésteres terpénicos, flavonas, flavanonas, saponinas, flavonoides, fenólicos, lactonas sesquiterpénicas y tricotecenos, alcaloides. 

#### Compuestos específicos
- apigenina, dilactonas A, B,  C, diterpeno del tipo eupatorina, germacreno-D, hispidulina, luteolina, nepetina,  quercetina. Aceite esencial:  monoterpenos (nopineno, carquejol,  acetato de carquejilo).

Según a BIONATUS: flavonoides (apigenina, cirsiliol, cirsimantina, eriodictiol, eupatrina,  genkawanina), sesquiterpenos, diterpenos, lignanos, alfa y beta pinenos, canfeno, carquejol, acetato de carquejila, ledol, alcoholes sesquiterpénicos, sesquiterpenos bi y tricíclicos, calameno, elemol, eudesmol, palustrol, nerotidol, hispidulina, caempferol, quercetina y esqualeno. 

### Propiedades medicinales según la medicina popular
- Antianémica, antiasmática, antibiótica, antidiarréica, antidiabétíca, antidispéptica, antigripal, antihidrópica, antiinflamatoria, antirreumática, anti-Trypanosoma cruzi (causador de mal de Chagas), aperitivo, aromática, colagoga, depurativa, digestivo, diurético, emoliente, eupéptica, estimulante hepática, estomacal, febrífuga, hepatoprotector, hipocolesterolémica, hipoglicémica, laxante, moluscocida (contra Biomplalaria glabrata, hospedero intermediario de Schistosoma mansoni, causante de esquistosomosa), sudorífica, tenífuga, tónico, vermífuga.

#### Indicaciones
- Afecciones febriles, afecciones gástricas, intestinales, de las vías urinarias, hepáticas y biliares (ictericia, cálculos biliares, etc.); afta, amigdalitis, anemia, angina, anorexia, asma, astenia, azia, bronquitis asmática, chagas, venéreas, coadyuvante de regímenes de adelgazamiento, colesterol (reducción de 5 a 10 %), desintoxicación de hígado, diabetes, diarreas, dispepsias; dolencias venéreas; enfermedades de vejiga,  hígado,  riñones,  páncreas,  vacío; espasmo, esterilidad femenina, estomatitis, faringitis, heridas,  garganta, gastritis, gastroenteritis, gengivitis, gota, hidropesia, impotencia sexual masculina, inflamaciones de garganta, inflamaciones de las vías urinarias, intestino flojo, lepra, mala digestión, malestar, mala circulación, obesidad, presión de vientre, reumatismo, úlceras (uso externo), vermes.

#### Contraindicaciones/cuidados
- Gestantes y lactantes. Dosis excesivas pueden bajar la presión.

#### Modo de uso
- Infusión, decocción, extracto fluido, tinturas, elixir, jarabe, gárgaras, compresas.

- infusión: 1 cuchara de café en 1/2 L de agua. Tomar 1 a 2 cucharas después de comer; 
- infusión o decocción al 2,5 %: 50 a 200 mL al día; 
- infusión para uso externo: 60 g en 1 L de agua. Aplicar localmente. Baños parciales o completos, o compresas localizadas; 
- infusión de 10 g de tallos em ½ L de agua hirviendo. Tomar 150 ml, tres veces al día; 
- decocción: hervir 5 minutos 1 cuchara de café de hojas secas o en polvo en 1 jarro de agua. Colar y tomar 2 cucharas al día; 
- decocción de 10 g en 1/2 L de agua. Tomar 4 veces al día; 
- tintura: 1 toma de sobremesa, cad 8 horas. (5 a 25 mL al día). 
- extracto fluido: 1 a 5 mL al día. 
- vino digestivo: macerar 1 cuchara de sopa en ½ copa de aguardiente por 5 días. Mezclar el macerado filtrado a una botella de vino blanco. Tomar 1 copa antes de las comidas.

### Mecanismo de acción
Básicamente, existen cuatro formas distintas mediante las cuales  la carqueja genera un efecto antioxidante: a través de la inactivación directa de especies reactivas de oxígeno y nitrógeno (RONS); inhibiendo la producción de RONS; mediante la inhibición del daño oxidativo; y a través de enzimas antioxidantes moduladoras.
Los datos científicos disponibles demuestran que la B. trimera es capaz de disminuir la producción de RONS mediante la inhibición de la NADPH oxidasa, una de las principales fuentes de RONS. De igual forma, la carqueja aumenta la actividad transcripcional de Nrf2 e incrementa la glutatión peroxidasa. Esta última es una enzima capaz de detoxificar hidroperóxidos y aldehídos lipídicos desempeñando un papel importante en la regulación de la carbonilación y la prevención del daño oxidativo en la célula.
Asimismo, la carqueja es capaz de disminuir tanto los niveles de NO como la expresión del gen iNOS en neutrófilos, lo que contribuye a ejercer una acción antiinflamatoria en el cuerpo. 
El efecto gastroprotector de la carqueja en las úlceras se puede atribuir, al menos en parte, a una supresión del estrés oxidativo gástrico y la disminución de la secreción ácida. Por su parte, entre los posibles mecanismos responsables del efecto hepatoprotector de la B. trimera destacan: la inducción de la proliferación hepática; la disminución de la grasa acumulada en el hígado; y la reducción del estrés oxidativo.
Finalmente, la evidencia científica indica que la carqueja puede actuar en la reducción de peso disminuyendo los niveles de colesterol. LDL, TAG y VLDL; aumentando los niveles de HDL; disminuyendo la glucosa; contribuyendo en la regulación de factores transcripcionales y enzimas del metabolismo de lípidos y carbohidratos; y aumentando el tránsito intestinal

### Beneficios terapéuticos
De acuerdo con estudios realizados, la carqueja puede resultar beneficiosa en la prevención y tratamiento de enfermedades cardiovasculares, ya que contribuye a reducir los factores de riesgo asociados a dichas enfermedades, tales como: presión arterial, colesterol, triglicéridos, entre otros. Este efecto cardioprotector puede ser atribuido a su acción hipolipemiante y a la inhibición de la generación de radicales libres
La carqueja también tiene una importante función hepatoprotectora. Se ha demostrado que el tratamiento con B. trimera disminuye la actividad de las enzimas ALT y AST después de cuatro semanas Los niveles elevados de ALT y AST en la sangre están asociados con el daño de las células hepáticas Asimismo, la carqueja puede proteger contra lesiones hepáticas causadas por múltiples factores de riesgo, como es el caso del hígado graso no alcohólico
Existe evidencia científica que respalda el uso de la B. trimera como coadyuvante en el tratamiento de la diabetes, ya que tras su consumo se evidenciaron mejoras en el perfil glucémico y la función hepática de los sujetos experimentales de un estudio. De igual forma, se han observado mejoras con relación al daño oxidativo y la expresión de enzimas antioxidantes por lo que también destaca la acción antioxidante de esta planta.

## Nombres comunes
- Bacanta, bacárida, carqueja amarga, cuchi-cuchi, carqueja del matorral,  condamina, iguape, jaguareté ka'a (guaraní de Paraguay), quina, quinsu-cucho, quinsa kuchu (quechua), tiririca, tres espigas, basura; querciuolo (italiano); carqueija, tojo (portugués de Portugal).
- Azoyate, escobilla, escoba ancha, escoba cabezona, escoba del monte, hierba del carbonero, jaguarete ka’a.